# 宇宙愿景
宇宙愿景（Cosmic Vision）是欧洲航天局（欧空局）科学方案中第三期空间科学和太空探索任务计划。该计划以2005年制定的《宇宙愿景：2015-2025年欧洲空间科学》为指导，它继承了地平线 2000+计划，并设想了2015年后天文学和太阳系探索领域的一系列任务。计划在“宇宙愿景”下启动四级十项资助类任务，第一项是2019年12月的基奥普斯号。前往伽利略卫星的（果汁号）、第一次带有机会目标的深空任务（彗星拦截器）以及首批引力波太空观测站之一（丽莎号）任务等，也计划作为宇宙愿景计划的一部分发射。

## 历史
最初的想法和概念征集于2004年启动，随后在巴黎了举办了一次研讨会，以便在天文学和天体物理学、太阳系探索与基础物理学等更大范畴内更加全面地界定愿景的主题。
到2006年初，围绕四项关键问题制定了十年计划：
- 行星形成和生命起源的条件是什么？
- 太阳系如何运作？
- 宇宙的基本物理定律是什么？
- 宇宙如何起源以及由何构成？

2007年3月，正式发布了任务设想征集，产生了19项天体物理学、12项基础物理学和19项太阳系任务提案。
2012年3月，欧空局宣布开始进行一系列小型（S级）科学任务。首个获胜的S级概念提案预计将获得5000万欧元（4200万英镑），并将于2017年发射。

## 任务

### 小型
小型飞行任务（S级）对欧空局所需的成本预算不超过5000万欧元。2012年3月，发布了关于首次任务提案的征集公告，大约收到了70份意向书。2012年10月，选出了第一个S级任务。目前的S级任务列表包括：
- 小1号：基奥普斯号，通过光度测定测量已知系外行星的大小，2019年12月18日发射[6]；
- 小2号：微笑号，欧空局和中国科学院的联合任务，研究地球磁层和太阳风之间的相互作用。微笑号在2015年6月从13项竞选提案中脱颖而出[7]。截至2021年4月，该项目计划于2024年11月发射[8]。

### 中型
中型（M级）项目是相对独立的项目，价格上限约为5亿欧元，前两项M级任务中1号和中2号于2011年10月选定：
- 中1号：太阳轨道器，对太阳进行近距离观测的太阳物理学任务，2020年2月10日发射[10]；
- 中2号：欧几里得卫星，研究暗能量和暗物质的可见光到近红外太空望远镜，计划于2023年初发射[11][12]；
- 中3号：柏拉图号，搜寻系外行星和测量恒星振荡的任务，2014年2月19日选定，计划于2026年发射[13]。其他被评审过的竞选概念还有研究系外行星大气的回声号（系外行星特征描述天文台）；研究黑洞及中子星附近物质的阁楼号（X射线定时大型观测台）；从一颗小行星采集样本的马可波罗-R以及测试爱因斯坦广义相对论的时空探索者与量子等效原理空间测试（STE-Quest）等[14]；
- 中4号：爱丽儿号 (大气遥感红外系外行星大调查卫星)，观察系外行星凌日的太空天文台，以测定它们的化学成分和物理条件， 该任务于2018年3月20日被欧空局选定为第四期中级科学任务，将于2029年发射[15][16]。2015年3月在对提案进行初步筛选后，2015年6月4日公布了三项被选作进一步研究提案的入围名单[17][18][19]。入围名单包括以下两项提案：雷神号（湍流加热观察器），它将解决太空等离子体物理学中与等离子体加热和随后能量耗散有关的基本问题[17]；西佩号（X射线成像旋光探测器），该探索器将研究超新星、星系喷流、黑洞和中子星等高能X射线辐射，以发现更多关于极端条件下物质行为的信息[17]
- 中5号：展望号，对金星表面选定区域进行高分辨率雷达测绘及大气层研究的任务，该任务于2021年6月选定并于2031年发射[20]。2016年4月宣布了M5任务提案的征集，2018年5月，公布了三项入围候选任务，另外两项提案是：斯皮卡号远红外线天文台（应用于宇宙学和天体物理学的太空红外望远镜)；忒修斯号（天空和早期宇宙瞬态高能探测器），一台探测遥远伽马射线爆的太空望远镜[21]。2020年10月，欧空局宣布不再将斯皮卡号列为中5号任务候选提案[22][23]。

### 大型
欧空局打算与其他合作伙伴共同开发的大型（L类）项目，最初设定的成本上限为9亿欧元。但到2011年4月，很明显，美国的预算压力意味着在L1任务上与美国宇航局的预期合作已不再可能。因此，进一步的方案选择被推迟，任务重新调整为以欧空局为主，国际参与为辅。
三项已入选的L级任务为：
- 大1号：木星冰月探测器 ，前往木星系统的任务（承继了拉普拉斯号），计划于2023年8月发射[25][26]；
- 大2号：雅典娜号 (先进高能天体物理学望远镜)，计划于2034年发射的X射线天文台[27]；
- 大3号：莉莎号 (激光干涉空间天线 )，一项太空任务概念，旨在以比地基探测设备更低的频率探测和准确测量引力波[28]，它计划于 2037 年发射。[29]。

### 快速级
2018年5月16日的欧空局科学计划委员会（SPC）研讨会上，提出了创建一系列特殊机会的快速级（F级）任务建议。这些F级任务将与从M4开始的每项中型任务一起联合发射，并将侧重于“创新实施”，以扩大任务涵盖的科学主题范围。将F级任务纳入宇宙愿景计划将需要大幅增加科学预算，这将在未来的会议上加以讨论。
2019年，选择了第一项F级任务：
- 快1号：彗星拦截器，研究长周期彗星或星际物体（将在发射后确定）的任务，2029年与M4爱丽儿号一起作为次级有效载荷发射[15]。

## 机会任务
有时，欧空局会资助其它航天机构主持的太空飞行任务。这些任务包括: 
- 日出号–日本宇宙航空研究开发机构主导的X射线太空望远镜，2006年发射;
- 虹膜号–美国宇航局开发的太阳摄谱仪，2013年发射;
- 显微镜号–用于研究自由落体的微型卫星，由法國國家太空研究中心开发，2016-2018年开展活动；
- X射线成像和光谱学任务–日本宇宙航空研究开发机构开发的X射线太空望远镜，将于2022年发射；
- 火星太空生物–与俄罗斯联邦航天局合作的一系列火星探测器，包括一艘自2017年就开始运行的轨道飞行器和一台将于2022年发射的探测车；
- 爱因斯坦探针卫星–由中国科学院开发的面向时域天文学和高能天体物理学的太空任务，将于2022年发射；
- 普罗巴3号–将于2023年发射的太空技术测试卫星；
- 火星卫星探测器—由日本宇宙航空研究开发机构开发的火星卫星采样返回探测器，将于2024年发射；
- 南希·格雷斯·罗曼太空望远镜–美国宇航局开发的太空望远镜，将于2025年发射。

日本宇宙航空研究开发机构的一项任务被评估为宇宙愿景中的一次机会任务，这是对“斯皮卡号”（宇宙和天体物理学太空红外望远镜）的资助。但它不再纳入机会任务框架内审议，而是被考虑列为中5号的决赛选案之一。

## 另请查看
- 欧洲空间局项目列表
- 新疆界计划 (美国宇航局任务类别)
- 发现计划 (美国宇航局任务类别)